# Utbildning i Uppsala

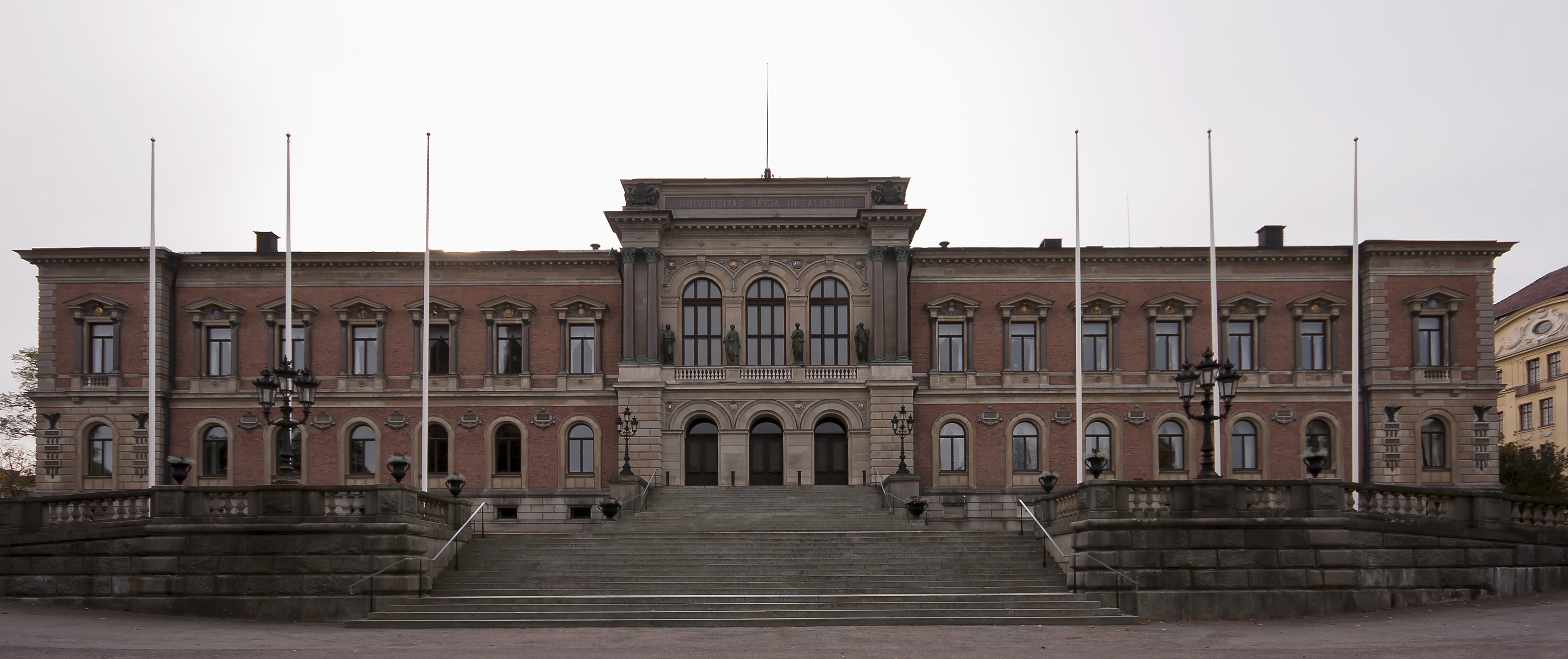
Universitetshuset i Uppsala

Uppsala har en lång akademisk historia, och staden domineras mycket av sin utbildning, framför allt av universiteten. Under 1200-talet grundades Katedralskolan som Sveriges första utbildningsinstitution. År 1477 grundades även Uppsala universitet vilket gör universitetet till nordens äldsta. I Uppsala finns idag två universitet, två högskolor, ca 20 gymnasieskolor och mer än 50 grundskolor. Dessutom finns i Uppsala Centrum för biologisk mångfald, Folkuniversitetet och Medborgarskolan. Ordföranden i Uppsala Kommuns Utbildnings- och arbetsmarknadsnämnd är för tillfället Caroline Andersson (s).

## Institutioner

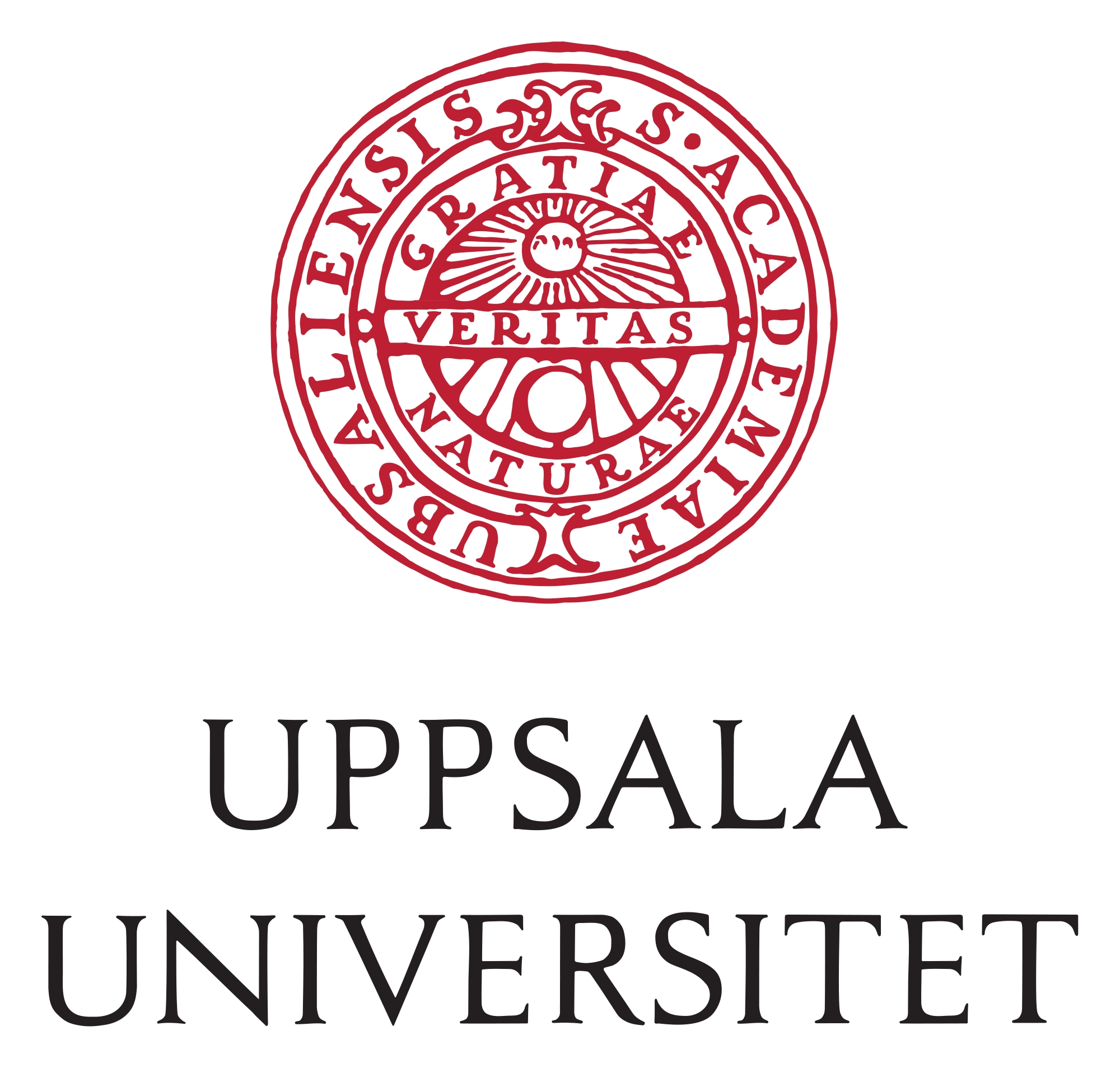
Uppsala Universitets vapen

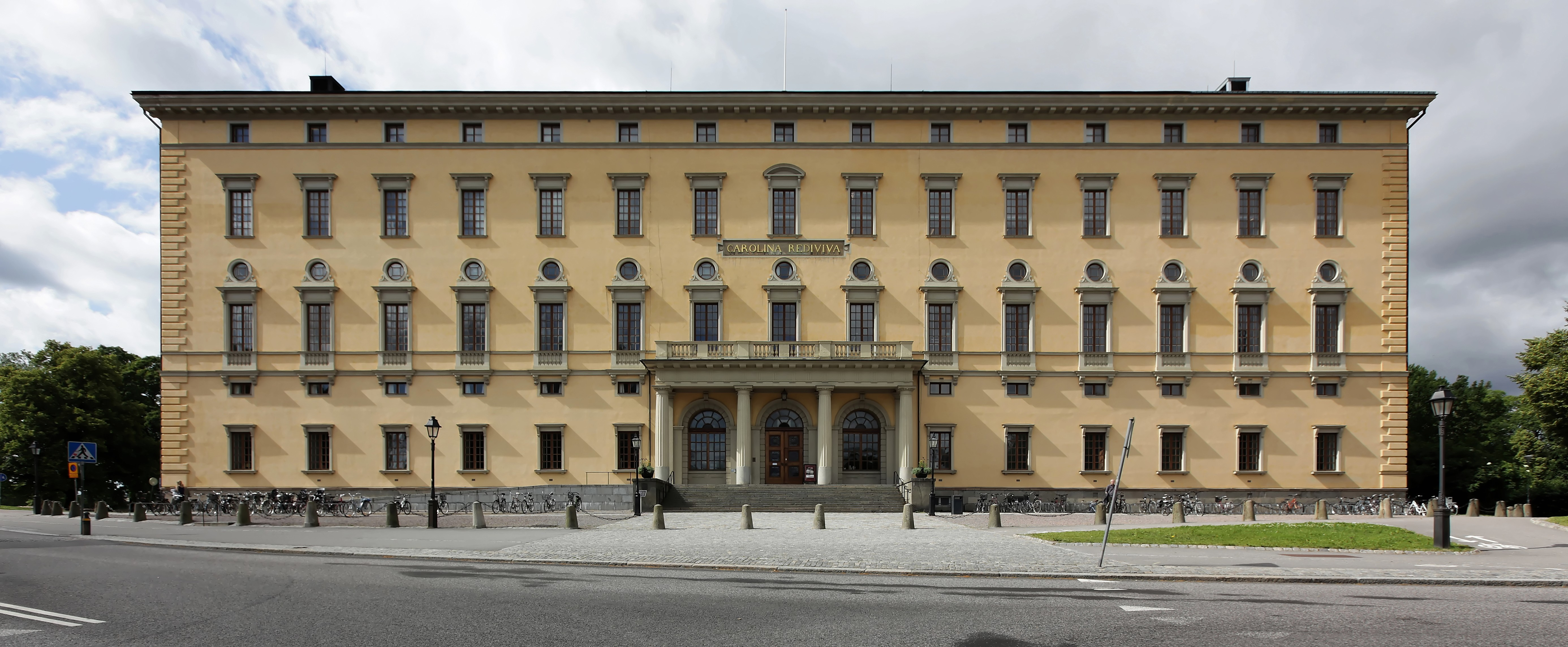
Carolina Rediviva

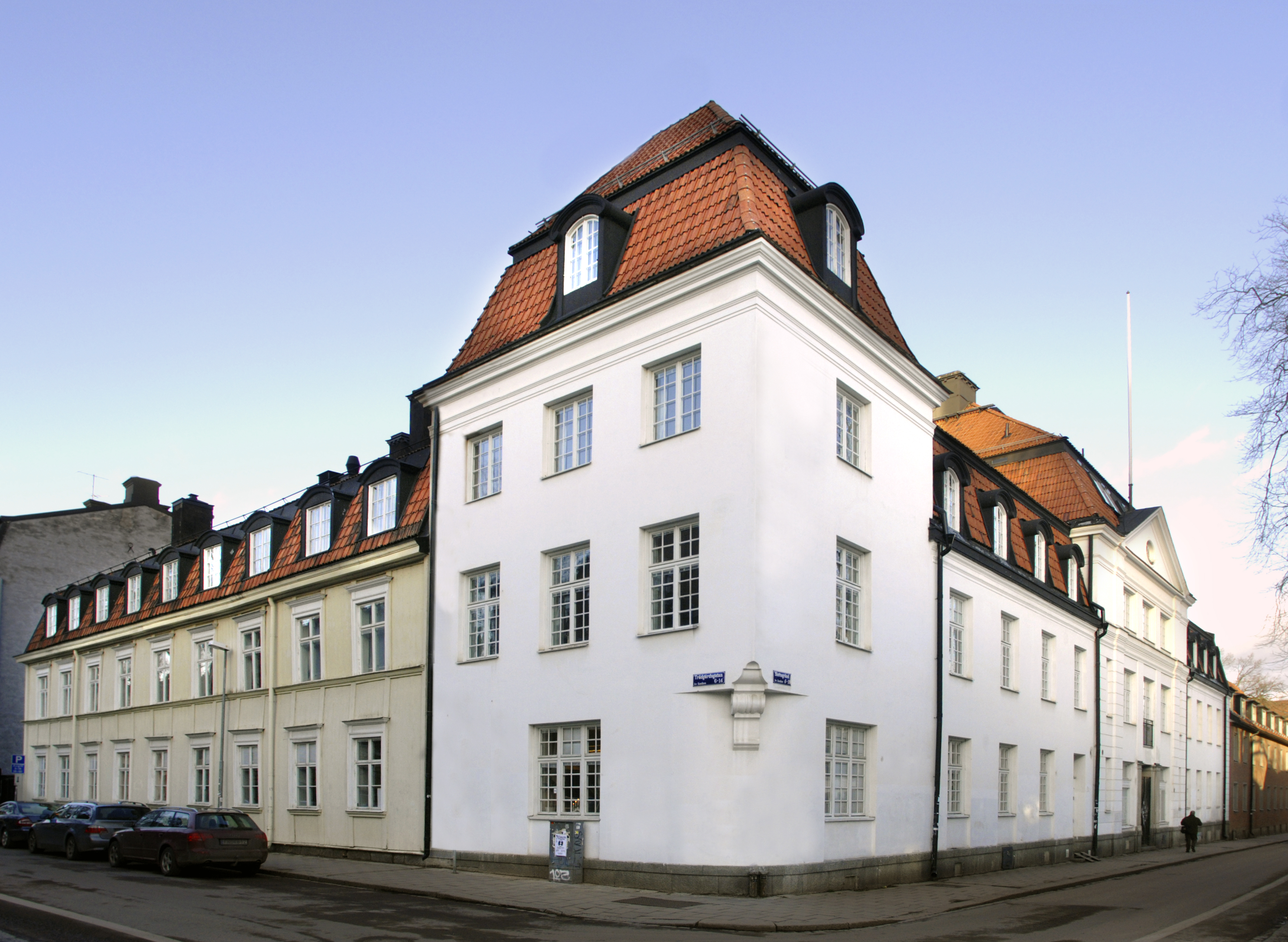
Newmaninstitutet, Slottsgränd

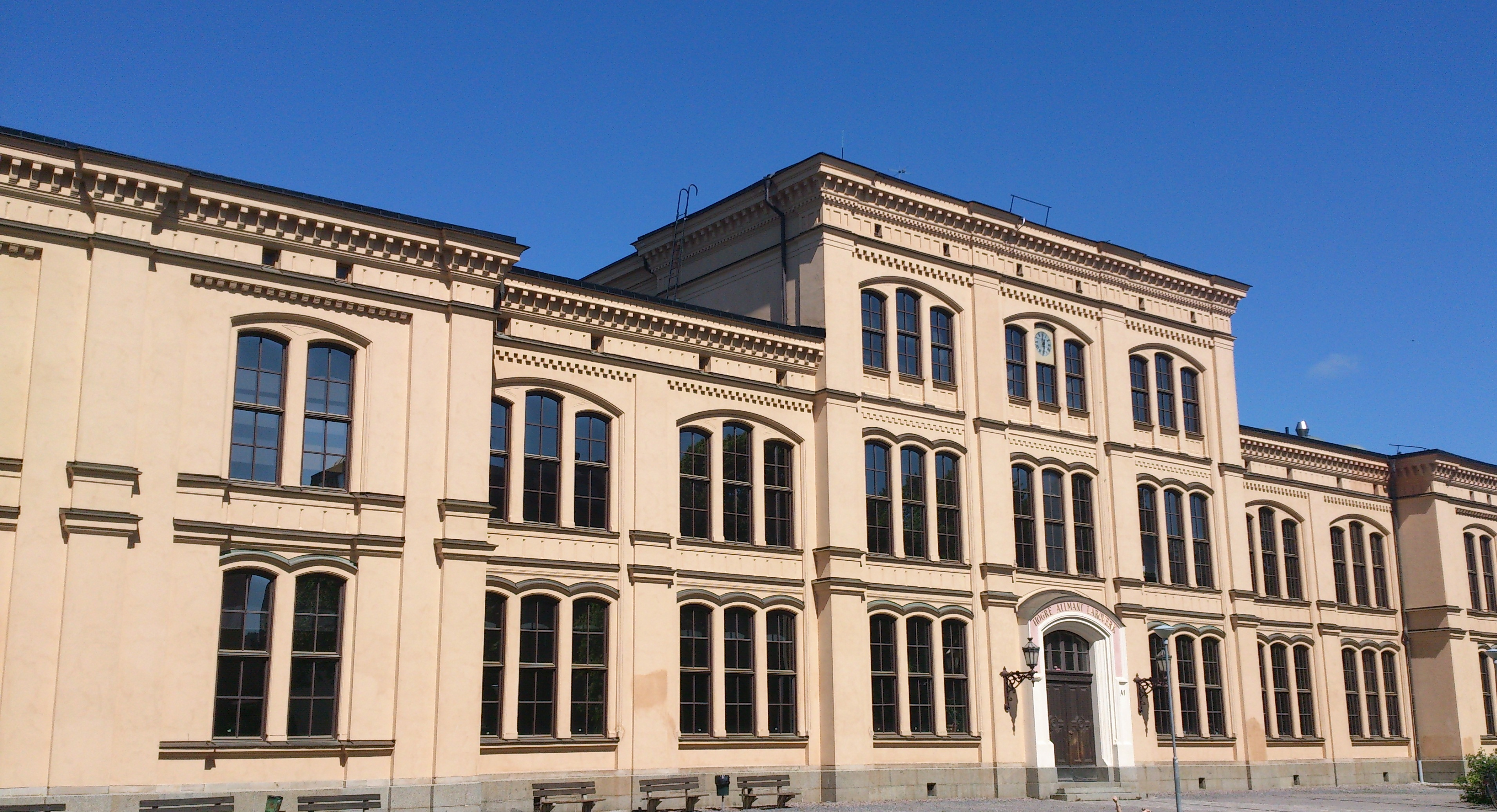
Katedralskolan

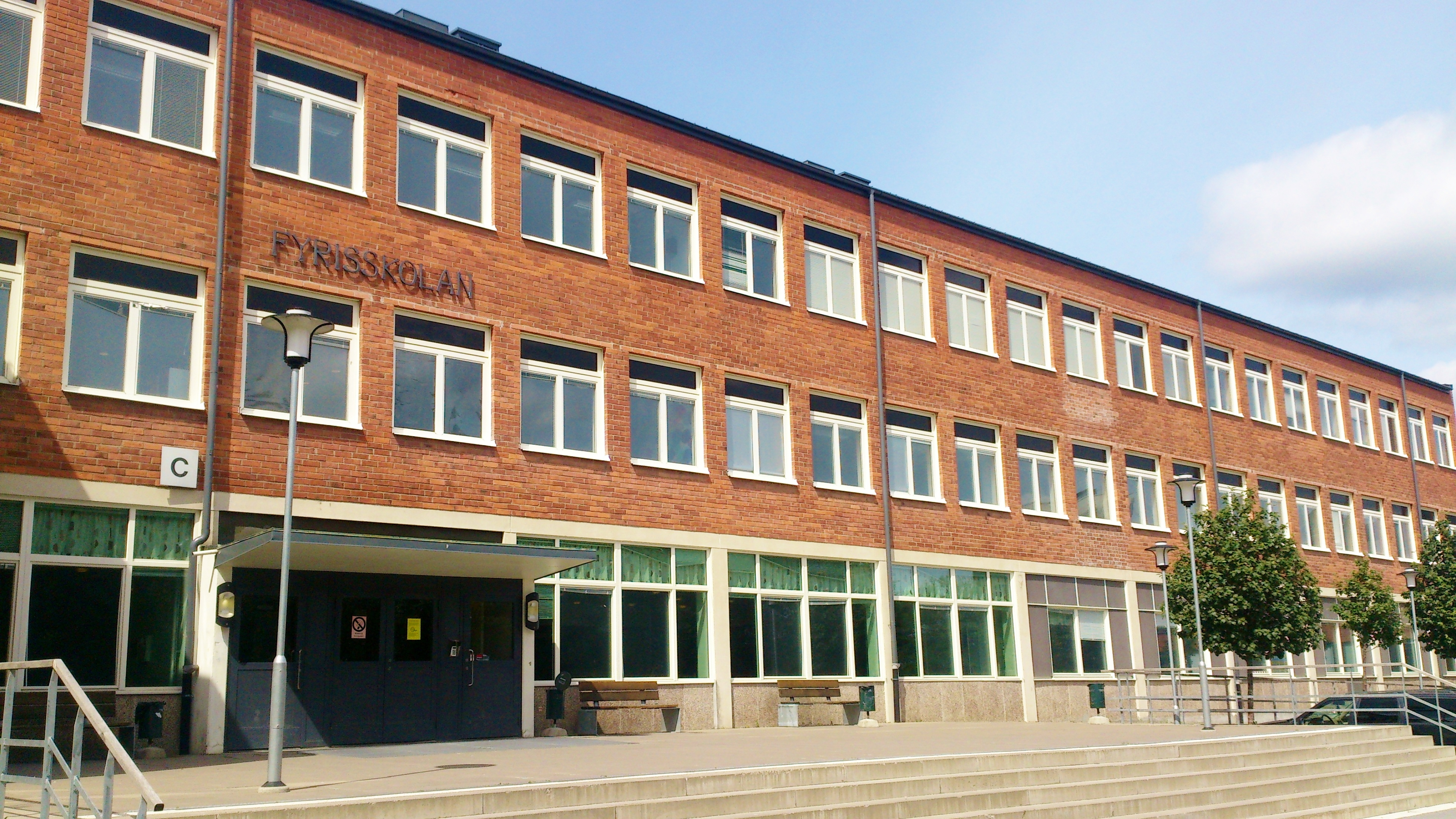
Fyrisskolan

### Universitet

#### Uppsala universitet
Uppsala universitet är ett svenskt statligt universitet i Uppsala, grundat 1477, som är Nordens äldsta universitet. Uppsala universitet har sedan början av stormaktstiden utvecklats till ett av Europas främsta centrum för högre utbildning och är idag internationellt framstående. Det rankas regelbundet som ett av Sveriges främsta och bland världens 100 främsta universitet.

#### Sveriges lantbruksuniversitet
Sveriges lantbruksuniversitet (SLU) är ett svenskt statligt universitet med ansvar för areella näringar. Till skillnad från de flesta övriga statliga universitet och högskolor, vilka lyder under utbildningsdepartementet, så lyder SLU under landsbygdsdepartementet (tidigare jordbruksdepartementet). SLU:s verksamhet regleras i förordningen för Sveriges lantbruksuniversitet. SLU har verksamhet är förlagd runt om i hela landet.

### Högskolor

#### Johannelunds teologiska högskola
Johannelunds teologiska högskola i Uppsala är en fristående högskola och bibelskola som ägs av EFS och utbildar präster och pastorer. Huvuddelen av studenterna utbildas för prästtjänst inom Svenska kyrkan, för anställning direkt av kyrkan eller genom EFS. Vid skolan studerar också lärarstudenter och lekmän som vill läsa kortare utbildningar i teologi.

#### Newmaninstitutet
Newmaninstitutet är en högskola i Uppsala för studier i teologi, filosofi och kultur inspirerad av den engelske tänkaren, författaren och kardinalen John Henry Newman (1801–1890). Institutet grundades 2001 och fick statlig ackreditering som högskola 2010. Newmaninstitutet grundades av jesuitorden. Rektor är Philip Geister.

### Gymnasieskolor i urval
Se även Kategori:Gymnasieskolor i Uppsala

#### Katedralskolan
Katedralskolan (tidigare Uppsala högre allmänna läroverk), i dagligt tal kallad "Katte", är en kommunal gymnasieskola i Uppsala. Den är Uppsalas äldsta kända utbildningsinstitution och en av Sveriges äldsta. Skolans rötter finns i 1200-talets klerikala utbildning av präster och kyrkliga funktionärer.

#### Fyrisskolan
Fyrisskolan är en gymnasieskola belägen i stadsdelen Luthagen i Uppsala och har ca 300 elever. 

#### Lundellska skolan
Lundellska skolan, Skrapan, är en gymnasieskola i Uppsala. Lundellska skolan grundades 1892 under namnet Upsala Enskilda Läroverk, dess främste tillskyndare var professor Johan August Lundell. Enligt skolans egen historieskrivning övertogs de första klasserna från Schramska skolan. Skolan har ca 1200 elever (2023). År 2023 inleddes en flytt från Lägerhyddsvägen 36 till lokaler på Polacksbacken, Lägerhyddsvägen 2. Flytten är planerad i två etapper, år 2023 och 2024.

#### Rosendalsgymnasiet
Rosendalsgymnasiet, Rosendal,  är en kommunal gymnasieskola i Uppsala. Skolan startade sin verksamhet läsåret 2005-2006, och är därigenom den första kommunala gymnasieskolan som öppnat i Uppsala sedan 1960-talet. Den är etablerad i Läkemedelsverkets före detta lokaler på Husargatan 8. Namnet Rosendalsgymnasiet kommer från att skolan ligger i Kvarteret Rosendal i Uppsala. Skolan blev 2010 också certifierad som "skola för hållbar utveckling" av Skolverket. Olle Bergh var rektor från skolans verksamhet 2005-2019 då Jeanette Fry tog över.

#### Uppsala estetiska gymnasium
Uppsala estetiska gymnasium är en gymnasieskola med det estetiska programmet och olika inriktningar. Den håller till på Skolgatan 53, i gamla Tekniska skolan, kvarteret Bredablick.

#### Skolgrupper i Uppsala
I Uppsala finns flera skolgrupper representerade, bland dem:
- Thoren Business School
- IT-Gymnasiet
- Jensen Gymnasium
- Grillska Gymnasiet
- Waldorfgymnasiet
- Livets Ords Kristna Gymnasium
- Realgymnasiet
- Kunskapsgymnasiet

### Grundskolor i Uppsala[7]
| - Årstaskolan - Åkerlänna skola - Ångelstaskolan - Ärentunaskolan - Växthuset - Västra Stenhagenskolan - Vänge skola - Vattholmaskolan - Valsätraskolan - Vaksala Friskola - Vaksalaskolan - Uppsala Enskilda Skola - Uppsala Montessoriskola - Uppsala Musikklasser - Uppsala waldorfskola - Uppsävjaskolan - Tuna skola - Tunabergsskolan - Sävjaskolan | - Sunnerstaskolan - Stordammen - Storvretaskolan - Stenhagenskolan - Stavby skola - Skuttunge skola - Skyttorps skola - Skogstibble grundskola - Ramsta skola - Raoul Wallenbergskolan Uppsala - Pluggparadiset - Nåntunaskolan - Nannaskolan - Musiklådan - Malmaskolan - Manar Al-Houda Sv-arab.skola - Länna skola - Luthagens skolor | - Livets Ords Kristna skola F-9 - Liljeforsskolan - Kvarngärdesskolan - Kunskapsskolan Uppsala Norra - Kunskapsskolan Uppsala - Knutby skola - Katarinaskolan - Järlåsa skola - Jumkils skola - Johannesbäcksskolan - JENSEN grundskola - Internationella Engelska Skolan - Imanskolan - Hågadalsskolan - Heidenstamskolan - Hagmarkens skola - Gåvsta skola - Gränbyskolan - Gottsundaskolan | - Gluntens Montessoriskola - Gamla Uppsala skola - Funbo skola - Fredrika Bremerskolan - Flogstaskolan - Eriksbergsskolan - Ekuddens skola - Domarringens skola - Danmarks skola - Börje skola - Bälinge skola - Brantingsskolan - Björklinge kyrkskola - Björkvallsskolan - Bellmanskolan - Bergaskolan - Almtunaskolan - Almunge skola - A.R.T Institutets friskola |